# Betty Vio
Pour les articles homonymes, voir Spitzeder et Vio.
Betty Vio ou Betty Spitzeder, de son vrai nom Elisabeth Vio, née entre 1802 et 1808 à Lübeck et morte le 15 décembre 1872 à Munich, est une chanteuse classique italo-autrichienne.

## Biographie
La date de naissance de Betty Vio est inconnue, les sources mentionnant à la fois le 22 juin 1806 et le 22 juin 1808,. Une source contemporaine indique qu'elle avait neuf ans en 1812, ce qui signifie qu'elle serait née en 1802 ou 1803. Son père est généralement désigné comme le noble italien Francesco Vio, mais le fait qu'elle soit née à Lübeck rend plus probable que ses parents étaient (Georg Friedrich) Wilhelm Vio et Philippine Vio (née Dupont) qui se sont engagés à Lübeck de 1799 à 1809 et se sont produits avec Betty à partir de 1810 au Bergisches Theater de Düsseldorf.
En 1817 et 1818, des apparitions suivent au Hoftheater Karlsruhe. En septembre-octobre 1818, elle fait ses débuts au Theater an der Wien. À Vienne, elle prend des leçons de chant auprès d'Antonio Salieri et Giuseppe Ciccimara, avec le soutien du prince Dietrichstein en tant que mécène. À l'été 1819, elle se rend au Hoftheater Wien, où elle restera jusqu'en 1824. Elle chante, entre autres, en 1822-1823 Ännchen dans Der Freischütz de Carl Maria von Weber. Cela a jugé leur apparence plutôt négativement. Elle fait la connaissance de Joseph Carl Rosenbaum.
De 1825 à 1826, elle est de nouveau engagée au Theater an der Wien, en 1826-1827 au Theater in der Josefstadt, de 1827 à 1829 pour la troisième fois au Theater an der Wien. Elle se rend ensuite au Königsstädtisches Theater de Berlin jusqu'en 1832. En 1832, elle fait ses débuts au Hofoper en octobre, où elle restera jusqu'au 1er juillet 1836. De 1837 à 1854, elle fait de nouveau des apparitions à Vienne, où elle trouve un emploi au Carltheater à partir de 1854. Après la mort de Carl Carl en 1854, elle se retire entièrement de la scène.
L'artiste épouse  à Berlin en 1831 Josef Spitzeder qui meurt l'année suivante, puis en 1837 fait un second mariage avec Franz Maurer à Graz.
De son mariage avec Josef Spitzeder naît une fille, Adele Spitzeder, une actrice qui commettra une grande fraude.